# Вайнман, Эрнст
Эрнст Вайнман (нем. Ernst Weinmann; 16 апреля 1907, Фромменхаузен, Германская империя — 20 января 1947, Белград, Югославия) — немецкий стоматолог, оберштурмбаннфюрер СС, обер-бургомистр Тюбингена.

## Биография
Эрнст Вайнман родился 16 апреля 1907 года в Фромменхаузене. После окончания школы изучал стоматологию в университете Тюбингена. В 1931 году защитил диссертацию на тему «Клиническое исследование стоматологической диатермии».
27 июля 1927 года вступил в НСДАП (билет № 70136) и Штурмовые отряды (СА). По окончании учёбы стал заместителем районного руководителя и ортсгруппенляйтера НСДАП в Тюбингене, а также возглавил фракцию НСДАП в муниципальном совете. Кроме того, он состоял в руководящем совете Тюбингенского университета и был там председателем на суде чести. 
С 1936 года служил в аппарате СД. Вайнман возглавлял отделение СД в Тюбингене. В 1938 году перешёл из СА в СС (№ 308173).
В 1939 году в качестве преемника Адольфа Шеефа стал обер-бургомистром Тюбингена и занимал эту должность до апреля 1945 года. С 1940 по 1942 год Вайнмана формально представлял в городском совете Макса Штоккбургера и впоследствии до 1944 года — Альфреда Керхера. 
С 1940 года служил в отделе IV D Главного управления имперской безопасности (РСХА). После окончания Балканской кампании стал уполномоченным по делам переселения при военном командире в Сербии в Белграде. На этом посту принимал участие в депортации евреев из Югославии и принудительных переселениях из Словении. Вайнман был прозван «палачом Белграда». В сентябре 1942 года был награждён крестом «За военные заслуги» 1-го класса с мечами. В 1944 году дослужился до звания оберштурмбаннфюрера СС. 
В конце 1945 года добровольно сдался французским войскам и был интернирован. Впоследствии был экстрадирован в Югославию, где ему было выдвинуто обвинение в участии в нацистской политике переселения. 22 декабря 1946 года был приговорён к смертной казни в Белграде. 20 января 1947 года приговор был приведён в исполнение.